# Diphyus palliatorius
Diphyus palliatorius är en stekelart som först beskrevs av Johann Ludwig Christian Gravenhorst 1829.  Diphyus palliatorius ingår i släktet Diphyus och familjen brokparasitsteklar. Arten är reproducerande i Sverige.

## Underarter
Arten delas in i följande underarter:
- D. p. frisiacus
- D. p. fulviventris